# Onthophagus brendelli
Onthophagus brendelli là một loài bọ cánh cứng trong họ Bọ hung (Scarabaeidae).